# Douleur neuropathique d'origine centrale
La douleur neuropathique d'origine centrale ou douleur neuropathique centrale est une forme de douleur causée par une lésion ou un dysfonctionnement du système nerveux central (SNC), c'est-à-dire du cerveau ou de la moelle épinière. Elle peut apparaître à la suite d'un accident vasculaire cérébral, d'une sclérose en plaques, d'une lésion médullaire (ou blessure de la moelle épinière), ou d'autres atteintes du système nerveux central. 
Cette douleur peut se manifester sans stimulation externe, ou être provoquée par des stimuli normalement indolores (allodynie) ou douloureux mais ressentis de manière exagérée (hyperalgésie). Les personnes décrivent souvent des sensations de brûlure, de décharges électriques, de fourmillements ou d'engourdissements. Ces symptômes reflètent des altérations du traitement sensoriel au niveau du système nerveux central, qui peuvent être liées à des mécanismes tels que la sensibilisation centrale. 
Bien que distincte de la douleur nociplastique, la douleur neuropathique centrale peut partager certains mécanismes communs, comme une activation prolongée des voies de la nociception, une perte d'inhibition centrale, ou des phénomènes de neuro-inflammation. Ces mécanismes sont encore en cours d'étude et pourraient impliquer, entre autres, une dysrégulation du système nerveux autonome ou de l'axe-hypothalamo-hypophyso-surrénalien (HPA), aussi impliqué dans la réponse au stress. 

## Définition
Selon l'International Association for the Study of Pain (IASP), la douleur neuropathique centrale est une:«douleur causée par une lésion ou une maladie du système nerveux somatosensoriel central». Cela correspond à une altération pathologique du fonctionnement du système nerveux central, qui provoque une activité neuronale anormale, en particulier au niveau des neurones impliqués dans la nociception. Cette dysfonction peutt entraîner des douleurs, le plus souvent persistantes et parfois ressenties même en l'absence de stimulation extérieure. 

## Symptômes
La douleur peut être soit reléguée à une partie spécifique du corps, soit étendue à tout le corps. Elle est généralement constante et peut être d'intensité modérée à sévère. Elle est souvent aggravée par le toucher, les mouvements, les émotions, la pression barométrique et les changements de température, généralement des températures froides et de nombreux autres « déclencheurs » similaires. Une douleur brûlante est la sensation la plus courante, mais les patients signalent également des paresthésies, des pressions, des tiraillements, des courbatures, se présentant en crises aiguës intenses ou de manière constante et sans relâche. Les personnes peuvent avoir une sensibilité réduite au toucher (hypoesthésie) dans les zones touchées par la douleur, comme si la région s'endormait. Les brûlures et la perte du sens du toucher sont généralement, mais pas toujours, les plus graves sur les parties éloignées du corps, telles que les pieds ou les mains, et se propagent jusqu’à ce qu’elles soient parfois ressenties de la tête aux pieds. Pour certains patients gravement atteints, il peut souvent y avoir des nausées incessantes, provoquant des vomissements. La douleur peut aussi entraîner une hyperventilation. La pression artérielle peut augmenter en raison de la douleur[réf. nécessaire].

## Causes
Les dommages au système nerveux central peuvent être causés par des accidents de voiture, des amputations de membres, des traumatismes, des lésions de la moelle épinière, des tumeurs, des accidents vasculaires cérébraux, des troubles du système immunitaire ou des maladies telles que la sclérose en plaques, la maladie de Parkinson, la maladie de Graves ou la maladie d'Addison, la polyarthrite rhumatoïde et l'épilepsie. Cette pathologie peut se développer des mois ou des années après une blessure ou une lésion du système nerveux central.

### Cytokines et anomalies du système immunitaire
Le système nerveux et le système immunitaire utilisent des molécules de signalisation peptidiques et non peptidiques qui agissent sur un ensemble commun de récepteurs présents dans les deux systèmes. Les cytokines, neurotransmetteurs, hormones neuroendocrines, ainsi que leurs récepteurs respectifs, forment un ensemble important de ces molécules permettant la communication directe entre le système immunitaire et le système nerveux.
Certaines des interactions cliniques les plus importantes entre ces deux systèmes sont associées à la « réponse à la maladie », à la douleur et à l'analgésie. Cette "réponse à la maladie", fréquemment attribuée aux cytokines inflammatoires, ressemble fortement aux symptômes principaux de la fibromyalgie et des autres syndromes de sensibilité centrale (SSC). Beaucoup de travaux de recherche portent donc sur la relation entre les cytokines périphériques et les SSC.

## Diagnostic
Le diagnostic du syndrome de sensibilité centrale repose sur l'identification de symptômes caractéristiques, sur les antécédents détaillés du patient, sur une évaluation clinique approfondie et sur une variété de tests spécialisés.
Ce syndrome est suspecté en cas de douleurs ou d’autres sensations anormales faisant suite à une lésion du système nerveux central. Avant de poser un diagnostic de syndrome douloureux central, il peut être nécessaire d’exclure d’autres affections douloureuses.
Outre la fibromyalgie et le syndrome de fatigue chronique, les pathologies suivantes peuvent faire partie de la famille SSC : céphalée et migraine, douleur pelvienne chronique y compris vulvodynie, lombalgie idiopathique, cystite interstitielle , syndrome de l'intestin irritable, sensibilité chimique multiple, syndrome de douleur myofasciale, dysménorrhée primaire (règles douloureuses), syndrome des jambes sans repos, trouble de l'articulation temporo-mandibulaire (ATM)[réf. nécessaire].
De nombreux neurotransmetteurs sont impliqués, comprenant notamment sérotonine, norépinéphrine, dopamine, GABA et glutamate[réf. nécessaire].
Impliquant une dysrégulation des mêmes neurotransmetteurs, les troubles psychiatriques sont également fréquents dans les SSC : dépression majeure, trouble obsessionnel compulsif, trouble bipolaire, trouble de stress post-traumatique, désordre anxieux généralisé, attaque de panique[réf. nécessaire].
Selon une étude (2022) basée sur 973 adultes (410 hommes et 563 femmes diagnostiqués autistes), les diagnostics de CSS semblent être très courants chez les autistes (femmes notamment). Une prise de conscience accrue d'une association entre l'autisme et la sensibilisation centrale devrait informer les cliniciens et guider la pratique du diagnostic, en particulier pour les femmes chez lesquelles l'autisme sous-reconnu et les CSS sont plus fréquents et avec plus de symptômes de CSS que chez les hommes autistes. La sensibilité sensorielle, l'anxiété, l'âge et le sexe sont des prédicteurs significatifs des symptômes du CSS.

## Traitement
Les médicaments antidouleur diminuent souvent la douleur, mais sans soulagement complet.
La plupart des SSC répondent aux mêmes traitements, en particulier
- les antidépresseurs tricycliques tels que la nortriptyline). La réduction du niveau de stress semble réduire la douleur[3] ;
- les antiépileptiques (anticonvulsivants) tels que la neurontin (gabapentine);
- l'exercice physique ;
- la thérapie cognitivo-comportementale (TCC);
- l'utilisation de coussins chauffants sur toute la longueur du corps, des bains chauds et d'autres dispositifs courants chauds ou froids[réf. nécessaire].

Lorsque les médicaments échouent, la neuro-modulation, tant électrique que chimique, soulage de nombreux non-répondants. Une petite lésion stéréotaxique profonde dans la substance blanche sous-pariétale promet un soulagement complet, sans les ravages de la neuro-ablation comme cela a été le cas par le passé.

## Pronostic
Le syndrome central de la douleur n'est pas un trouble fatal, mais il provoque souvent une douleur chronique, souvent invalidantes .